# گیرینچ
گیرینچ (به مجاری:  Girincs) یک شهرداری در مجارستان است که در بورشود-آبااوی-زمپلن واقع شده‌است. گیرینچ ۱۱٫۱۴ کیلومتر مربع مساحت و ۸۳۶ نفر جمعیت دارد.